# Oxaziridina
Una oxaziridina es una molécula orgánica que presenta un heterociclo de tres miembros que contiene oxígeno, nitrógeno y carbono. En su mayor aplicación industrial, las oxaziridinas son productos intermedios en la producción de hidrazina. Los derivados de la oxaziridina también se utilizan como reactivos especializados en química orgánica para diversas oxidaciones y aminaciones enantioselectivas. Las oxaziridinas también sirven como precursores de nitronas y participan en cicloadiciones [3+2] con diversos heterocumulenos para formar heterociclos de cinco miembros sustituidos.
Algunas oxaziridinas también tienen la propiedad de una alta barrera a la inversión del nitrógeno, lo que permite la posibilidad de quiralidad en el centro nitrogenado.

## Historia
Los derivados de la oxaziridina fueron descritos por primera vez a mediados de la década de 1950 por Emmons y posteriormente por Krimm y Horner y Jürgens. Todos ellos observaron que la oxaziridina experimentaba reacciones inusuales, en las que tanto el nitrógeno como el oxígeno actuaban en sentido contrario a su polaridad habitual.
A principios de la década de 1970 se desarrolló el proceso de peróxido para la producción industrial de hidrazina mediante la oxidación de amoníaco con peróxido de hidrógeno en presencia de cetonas.
A finales de los años setenta y principios de los ochenta, Franklin A. Davis sintetizó las primeras N-sulfoniloxaziridinas, que actúan exclusivamente como reactivos de transferencia de oxígeno y son la clase de oxaziridinas más utilizada en la actualidad.
Las canforosulfoniloxaziridinas quirales han demostrado su utilidad en la síntesis de productos complejos, como el taxol, que se comercializa como agente quimioterapéutico. Tanto la síntesis total del taxol de Holton como la síntesis total del taxol de Wender presentan α-hidroxilación asimétrica con canforosulfoniloxaziridina.
Además, Forsyth implementó la transformación en su síntesis del sistema C3-C14 (1,7-Dioxaspiro[5.5]undec-3-eno sustituido) del ácido okadaico.

## Estructura y reactividad
Mientras que el oxígeno y el nitrógeno suelen actuar como nucleófilos debido a su alta electronegatividad, las oxaziridinas permiten la transferencia electrofílica de cualquiera de los heteroátomos. Esta reactividad inusual se debe a que el anillo central de tres miembros tiene una alta tensión, lo que produce un enlace N-O relativamente débil.
Algunas oxaziridinas inhiben la inversión del nitrógeno a temperatura ambiente, con una barrera energética de 100 a 130 kJ/mol. Se han descrito oxaziridinas enantiopuras en las que la estereoquímica se debe enteramente al nitrógeno configuracionalmente estable.
Los nucleófilos tienden a atacar al nitrógeno de la aziridina cuando el sustituyente del nitrógeno es pequeño (R1= H), y al átomo de oxígeno cuando el sustituyente del nitrógeno tiene mayor volumen estérico.

### Producción de hidracina

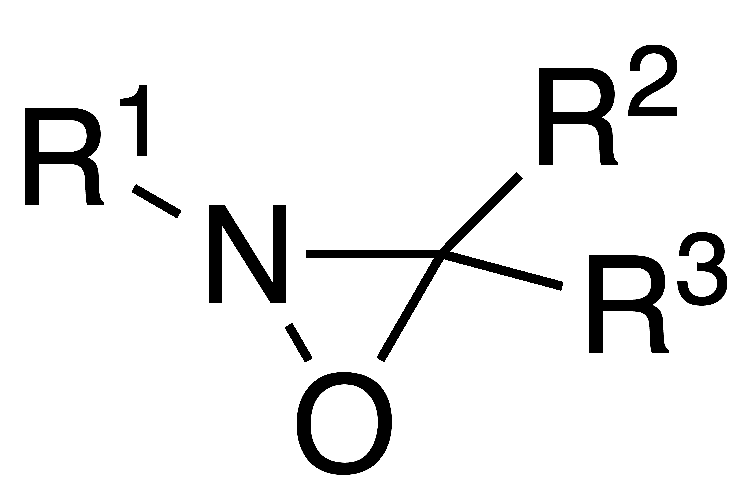
Un derivado genérico de la oxaziridina.

Las oxaziridinas son productos intermedios en el proceso de peróxido de hidrazina. Muchos millones de kilogramos de hidracina se producen anualmente por este método que implica un paso en el que el amoníaco se oxida en presencia de metiletilcetona para dar la oxaziridina:
Me(Et)C=O + NH3 + H2O2 → Me(Et)CONH + 2H2O
En pasos posteriores la oxaziridina se convierte en la hidrazona, que es la inmediata en el camino a la hidrazina:
Me(Et)CONH + NH3 → Me(Et)C=NNH2 + H2O

### Transferencia de oxígeno

#### α-Hidroxilación de enolatos

SAMP y RAMP

Las N-sulfoniloxaziridinas oxidan enolatos a aciloínas con alta inducción quiral, mejor que (por ejemplo) MoOPH. La inducción quiral se ha demostrado con muchos auxiliares quirales, incluyendo SAMP y RAMP; se ha informado de alto rendimiento (77-91%) y dr (95:5 - 99:1) con las oxazolidinonas quirales de Evans.
Se ha publicado un extenso trabajo sobre la hidroxilación asimétrica de enolatos proquirales con derivados de canforosulfoniloxaziridina, consiguiendo un exceso enantiomérico de moderado a alto. El estado de transición comúnmente aceptado es abierto, por lo que el volumen estérico de R1 determina la cara de aproximación.

La selectividad de algunas hidroxilaciones puede mejorarse drásticamente en algunos casos con la adición de grupos de coordinación alfa al anillo de oxaziridina como las oxaziridinas 3b y 3c. En estos casos se propone que la reacción procede a través de un estado de transición cerrado donde el oxianión metálico se estabiliza por quelación del sulfato y grupos de coordinación en el esqueleto de alcanfor.

La α-hidroxilación con oxaziridinas se ha aplicado ampliamente en la síntesis total. Es un paso clave tanto en la síntesis total de Taxol de Holton como en la síntesis total de Taxol de Wender.

#### Epoxidación de alquenos
En la investigación académica, las oxaziridinas epoxidan estereoespecíficamente muchos alquenos no funcionalizados. La reacción puede realizarse catalíticamente en la oxaziridina sin dejar de ser estereoespecífica, como en la siguiente epoxidación potenciada por oxaziridina:
Es posible que sea necesario seguir investigando estas reacciones antes de que los niveles de exceso enantiomético resulten prácticos para la síntesis a gran escala.
Las oxaziridinas también pueden formar epóxidos muy sensibles a los ácidos, como en la siguiente conclusión de una síntesis de (-)-caetominina:

#### Hidroxilación de hidrocarburos no activados
Las oxaziridinas perfluoradas hidroxilan hidrocarburos no activados con una notable regio y diasteroespecificidad. Las oxaziridinas perfluoradas muestran una alta selectividad hacia los hidrógenos terciarios. Nunca se ha observado la hidroxilación de carbonos primarios ni la dihidroxilación de un compuesto con dos sitios oxidables. La retención de la estereoquímica es muy alta, a menudo del 95 al 98%, y a menudo se mejora aún más mediante la adición de una sal de fluoruro.

### Transferencia de nitrógeno
Las oxaziridinas con nitrógenos no sustituidos o acilados son capaces de transferir átomos de nitrógeno, aunque esta reactividad ha recibido mucha menos atención.

#### Aminación deN-nucleófilos
Las hidrazinas pueden derivarse de la aminación de aminas secundarias o terciarias, la hidroxilamina y las tiohidroxaminas pueden formarse a partir de sus correspondientes alcoholes y tioles, las sulfimidas pueden formarse a partir de tioéteres y las α-aminocetonas pueden formarse por ataque de los enolatos correspondientes.

#### N-acilamidación
La transferencia de aminas aciladas es más difícil que la de aminas no sustituidas. A diferencia de la transferencia de aminas por oxaziridinas, no existen métodos alternativos que transfieran directamente aminas aciladas. La transferencia de acilaminas se ha realizado principalmente usando aminas e hidrazinas como nucleófilos. Se han realizado con éxito muy pocas transferencias de nitrógenos acilados a nucleófilos de carbono, aunque existen algunas en la literatura.

### Reordenamientos
Se ha descubierto que las oxaziridinas experimentan reacciones de reordenación a través de un mecanismo radical cuando se irradian con luz UV o en presencia de un reactivo de transferencia de un solo electrón como el CuI. Las oxaziridinas espirocílicas experimentan expansiones de anillo a la lactama correspondiente. El sustituyente que migra está determinado por un efecto estereoelectrónico en el que el grupo trans al par solitario en el nitrógeno siempre será el producto de migración predominante. A la luz de este efecto, es posible aprovechar el nitrógeno quiral debido a la alta barrera de inversión para dirigir el reordenamiento. Este fenómeno queda demostrado por las selectividades observadas en los siguientes reordenamientos. En el reordenamiento de la izquierda se observa exclusivamente el producto termodinámicamente desfavorable, mientras que en la reacción de la derecha se favorece el producto derivado del intermediario radical menos estable.

Aubé aprovecha este reordenamiento como paso clave en su síntesis de (+)-yohimbina, un medicamento natural clasificado por los NIH como posiblemente eficaz en el tratamiento de la disfunción eréctil y los problemas sexuales causados por los inhibidores selectivos de la recaptación de serotonina.

También cabe destacar que las oxaziridinas se reordenan térmicamente en nitronas. La selectividad cis-trans de la nitrona resultante es pobre, sin embargo, los rendimientos son de buenos a excelentes. Se cree que algunas oxaziridinas se racemizan con el tiempo a través de un intermediario nitrona.

### Cicloadiciones con heterocumulenos
Las oxaziridinas se someten a reacciones de cicloadición con heterocumulenos para dar lugar a una serie de heterociclos únicos de cinco miembros, como se muestra en la siguiente figura. Esta reactividad se debe al anillo tenso de tres miembros y al débil enlace N-O.

## Síntesis

### N-H, N-alquilo, N-ariloxaziridinas
Las dos síntesis principales de N-H, N-alquilo y N-ariloxaziridinas son la oxidación de iminas con perácidos (A) y la aminación carbonílica (B).

La oxidación de iminas quirales y la oxidación de iminas con perácidos quirales puede producir oxaziridinas enantiopuras.

### N-sulfoniloxaziridinas
Hoy en día se utilizan muchas N-sulfoniloxaziridinas, cada una con propiedades y reactividad ligeramente diferentes. Estos reactivos se resumen en la tabla siguiente. Aunque originalmente se sintetizaban con mCPBA y el catalizador de transferencia de fase cloruro de benciltrimetilamonio, en la actualidad prevalece una síntesis mejorada que utiliza oxona como oxidante.

### Oxaziridinas perfluoradas
Con sustituyentes perfluoroalquilos altamente secuestradores de electrones, las oxaziridinas reaccionan de forma más similar a los dioxiranos. En particular, las perfluoroalquiloxaziridinas hidroxilan ciertos enlaces C-H con alta selectividad. Las oxaziridinas perfluoradas pueden sintetizarse sometiendo una imina perfluorada a peróxido de perfluorometilfluorocarbonilo y a un fluoruro metálico que actúe como secuestrante de HF.